# Tollaspidiotus mauritianus
Tollaspidiotus mauritianus är en insektsart som först beskrevs av Robert Newstead 1917.  Tollaspidiotus mauritianus ingår i släktet Tollaspidiotus och familjen pansarsköldlöss.
Artens utbredningsområde är Mauritius. Inga underarter finns listade i Catalogue of Life.